# Christoph Lütge

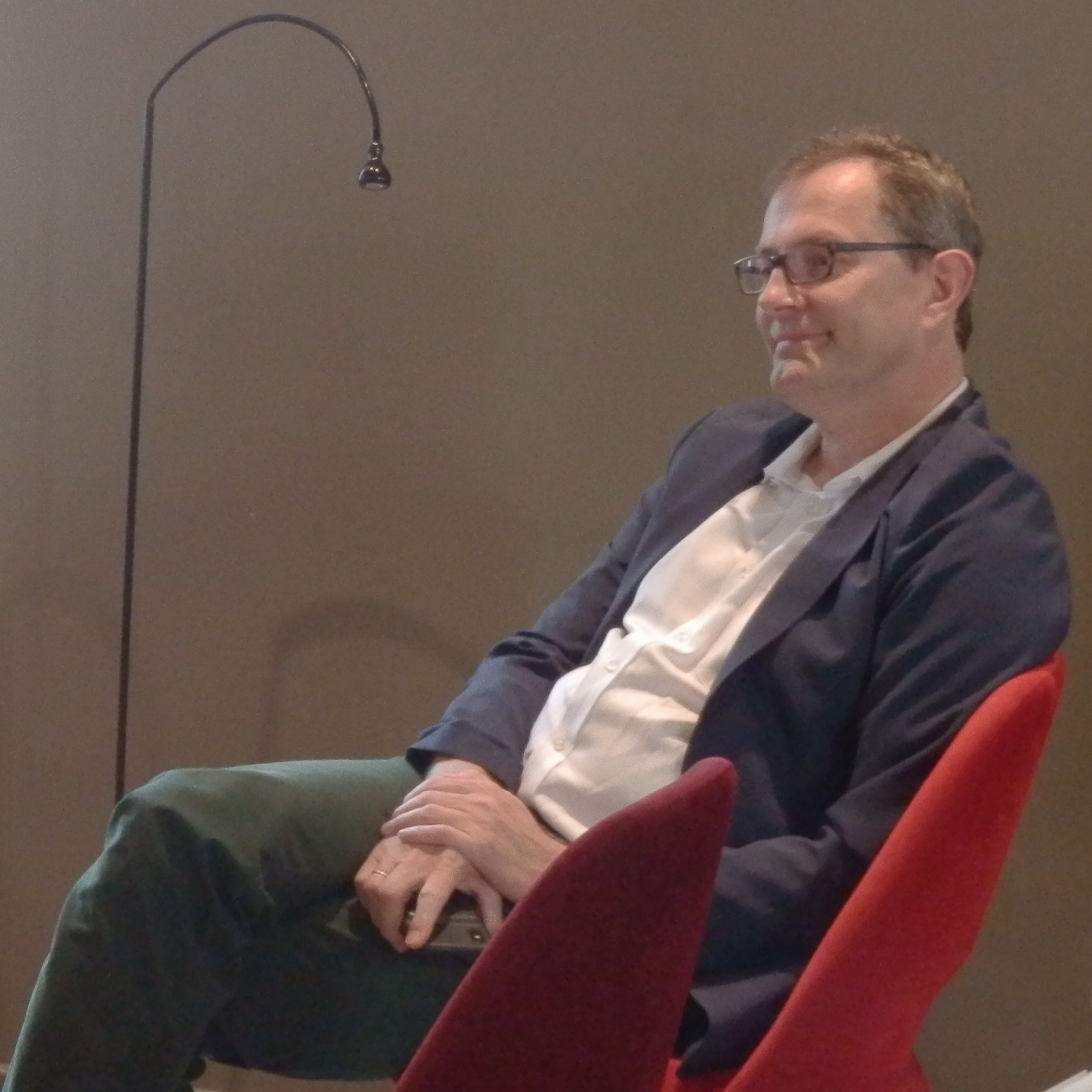
Christoph Lütge (2021)

Christoph Lütge (* 1969 in Helmstedt) ist ein deutscher Philosoph und Wirtschaftsinformatiker. Sein Arbeitsschwerpunkt sind die Wirtschafts- und Unternehmensethik sowie die Ethik der Künstlichen Intelligenz. Er ist Inhaber des Peter-Löscher-Stiftungslehrstuhls für Wirtschaftsethik und Direktor des zeitweise von Meta Platforms (vormals Facebook Inc.) unterstützten Institute for Ethics in Artificial Intelligence an der Technischen Universität München. 

## Leben
Lütge legte 1989 das Abitur am Gymnasium Anna-Sophianeum in Schöningen ab. Nach dem Studium der Philosophie und Wirtschaftsinformatik in Braunschweig, Göttingen und Paris war Lütge von 1997 bis 1999 Promotionsstudent an den Technischen Universitäten Berlin und Braunschweig.
1999 promovierte er und wurde zunächst wissenschaftlicher Mitarbeiter, ab 2004 wissenschaftlicher Assistent an der philosophischen Fakultät der Ludwig-Maximilians-Universität München. Lütge habilitierte sich 2005 in München.
Er lehrte als Lehrstuhlvertreter von 2007 bis 2008 an der Universität Witten/Herdecke sowie von 2008 bis 2010 an der Technischen Universität Braunschweig. 2007 erhielt er ein Heisenberg-Stipendium der DFG.
Seit August 2010 hat er den neu geschaffenen Peter-Löscher-Stiftungslehrstuhl für Wirtschaftsethik an der Technischen Universität München inne.
Seit 2019 ist Lütge Direktor des neuen „TUM Institute for Ethics in Artificial Intelligence“ an der TU München. Das Institut soll vom Unternehmen Facebook über 5 Jahre verteilt mit insgesamt 6,5 Millionen unterstützt werden, Facebook entscheidet jährlich neu über die Finanzierung. Zwischen Facebook und der Universität wurde vereinbart, dass Lütge der Direktor wird, eine Änderung durch die Universität würde eine vorherige schriftliche Zustimmung von Facebook erfordern. Der Facebook-Mutterkonzern Meta war der Hauptfinanzierer der Startphase, nahm laut Lütge jedoch keinen inhaltlichen Einfluss; neben Meta unterstützten später auch IBM und Fujitsu das Institut.

## Tätigkeiten

### Forschungsinhalte
Arbeitsschwerpunkte Lütges sind Wirtschaftsethik und Allgemeine Ethik, vor allem der Ansatz der Ordnungsethik und normative Aspekte moderner Gesellschaften.
Er plädiert dafür, Ethik in modernen Gesellschaften nicht über moralische Appelle, sondern über Regeln umzusetzen. Dazu gehören sowohl formelle als auch informelle Regeln.
Lütge hat darüber hinaus an der TU München das Labor „EEL“ (Experimental Ethics Lab) aufgebaut, in dem ethische Forschung mit experimentellen Methoden unterstützt wird.

### Stellungnahmen zu aktuellen Themen
Lütge äußert sich regelmäßig in Tagespresse, Radio und Fernsehen zu aktuellen Themen. So kritisierte er Steuerschlupflöcher für Unternehmen, befürwortete einen Ausbau des Faches Wirtschaft an Gymnasien, forderte klare Richtlinien in Unternehmen für den Datenschutz und äußerte sich zu den russisch-deutschen Beziehungen. Im Januar 2025 sprach er sich auf LinkedIn für die Abschaffung von Faktenchecks durch Meta aus und bezeichnete dies als „guten Tag für die Meinungsfreiheit“; Kritiker warfen ihm daraufhin Befangenheit vor, wobei Lütge diese Vorwürfe zurückwies und betonte, dass Meta keinen inhaltlichen Einfluss auf das Institut ausübe.

### Publikationen

#### Ethik des Wettbewerbs, 2014
Lütge vertritt die These, dass der Wettbewerb in vielen gesellschaftlichen Bereichen stärker als bisher als ethischer Problemlösungsmechanismus eingesetzt werden sollte. Diese These führt er unter anderem anhand von Beispielen aus den Bereichen Ökologie, Gesundheitssektor, Politik, Bildung u. a. aus.
Lütge ist der Ansicht, dass Wettbewerb ein viel allgemeineres Konzept als Kapitalismus und Ökonomie darstellt, da es unterschiedliche Konzepte und Arten von Wettbewerb gibt. Kapitalismuskritiker müssten daher nicht notwendig auch gegen den Wettbewerb eingestellt sein.

## Mitgliedschaften und Funktionen
- Er war Mitglied des Senats und des Hochschulbeirats der Hochschule für Politik München.[11][12]
- Lütge ist Mitglied im Advisory Board des Centre for Governance, Leadership and Global Responsibility der Leeds Beckett University.[13]
- Im September 2016 wurde Lütge in die Ethik-Kommission zum automatisierten und vernetzten Fahren des Bundesministeriums für Verkehr und digitale Infrastruktur berufen.[14]
- Lütge ist Mitherausgeber der Schriftenreihe Law, Ethics and Economics.
- Er war zudem als Gutachter tätig für eine Reihe von Organisationen und Zeitschriften.
  - Lütge begutachtete unter anderem für die Königlich Schwedische Akademie der Wissenschaften,
  - die Netherlands Organization for Scientific Research,
  - die Israel Science Foundation,
  - den Schweizerischen Nationalfonds, die Deutsche Forschungsgemeinschaft,
  - die Studienstiftung des deutschen Volkes,
  - den Wissenschaftsrat,
  - die Deutsche Bundesstiftung Umwelt,
  - die Society for Business Ethics,
  - den Deutschen Akademischen Austauschdienst sowie für
  - zahlreiche Fachzeitschriften.[15]
- Lütge war Mitglied im Bayerischen Ethikrat.[16]
- Er erstellte eine Studie für die Initiative Neue Soziale Marktwirtschaft[17] und trat als Autor für die INSM auf.[18]

## Entlassung aus dem Bayerischem Ethikrat
Lütge äußerte sich im Januar 2021 wiederholt als Kritiker der Maßnahmen zur Eindämmung der Corona-Pandemie. Eine Gefahr der Überbelastung der intensivmedizinischen Kapazitäten sei in keinem Fall gegeben. Hinsichtlich der Sterbezahlen wies er auf das ohnehin hohe Durchschnittsalter der Toten hin. Die vorübergehende Schließung von Hotels und Fitnessstudios sei nicht verhältnismäßig, da das Virus in erster Linie alte Menschen gefährde. Dem Virologen Christian Drosten warf er eine „unverantwortliche Angstrhetorik“ vor. Die Übersterblichkeit sei zudem weniger eine Folge der Pandemie als der Lockdown-Maßnahmen. Ein Lockdown sei „völlig unnötig und (...) nicht verhältnismässig“, entspreche einem wirkungslosen mittelalterlichen Instrument und müsse deshalb beendet werden, die Prioritätensetzung für Impfungen sei verlangsamende Bürokratie und Händewaschen zusammen mit Abstandhalten als Maßnahmen ausreichend. Hinsichtlich der Virusmutationen aus England, Südafrika und Brasilien und dem Festhalten der Bundesregierung an dem Ziel einer niedrigen Inzidenz von 35 meinte Lütge, dass es keine belastbaren Zahlen gebe, die belegten, dass die Mutation für zusätzliche Erkrankungen und eine erhöhte Sterblichkeit verantwortlich sei. Dennoch greife die deutsche Bundesregierung, die von einseitig besetzten Beratergremien beeinflusst sei, „nach dem letzten Strohhalm, um an ihrer Lockdown-Strategie festhalten zu können“. Lütge vermutete dabei einen Ablenkungsversuch der Bundesregierung „vom eigenen Impfversagen“.
Am 2. Februar 2021 wurde Lütge von der Bayerischen Staatsregierung per einstimmigem Kabinettsbeschluss aus dem Bayerischen Ethikrat abberufen, dessen Mitglied er bis dato war.
Die Vorsitzende des Ethikrats, Susanne Breit-Keßler, begrüßte die Entlassung und erklärte, Lütge habe wiederholt entgegen der Geschäftsordnung des Ethikrates agiert. Er habe den Eindruck erweckt, als entspräche seine Meinung der des Ethikrates und als wären seine Stellungnahmen vom Ethikrat autorisiert. Zudem erklärte sie, sie habe ihn mehrere Male schriftlich informiert, dass ein solches Handeln nicht mit der Geschäftsordnung des Ethikrates vereinbar sei. Jedoch habe er sein Vorgehen trotz ihrer Bitte nicht ändern wollen.
Breit-Keßler hatte sich schon früher kritisch zu der Auffassung Lütges geäußert: „Generell verwahre ich mich gegen die Auffassung, der Tod alter Menschen an und mit Covid-19 lasse sich durch den Hinweis relativieren, diese Menschen wären ohnehin so oder so demnächst gestorben. Diese Meinung ist verächtlich gegenüber Betroffenen. Und sie verachtet sittliche Grundwerte unseres Gemeinwesens.“ Der Chef der Bayerischen Staatskanzlei, Florian Herrmann, bezeichnete Lütges Äußerungen als „verstörend“, sie provozierten den Beifall von Corona-Leugnern und schadeten dem Ansehen des Ethikrates. Auch Armin Nassehi, Mitglied des Ethikrats, distanzierte sich, ebenso die Leitung der TUM.

## Kritik
Aufgrund der Vereinbarungen zum Institut von Lütge (siehe Abschnitt Leben) mit dem Unternehmen Facebook wurde von anderen Forschern eine mögliche mangelnde Unabhängigkeit des Instituts von Facebook kritisiert. Lütge befürwortet hingegen diese Kooperation mit Facebook und antwortete auf die Kritik, er sei frei in seinem Wirken am Institut.
Kritik äußerte Christian Kreiß: „Der ganze Bewerbungsprozess ist an der TU weggefallen, die 6,5 Millionen Euro sind direkt einer bereits existierenden Person zugesprochen worden. (…) So eine Auswahl per Handschlag widerspricht dem Gesetz.“
Die öffentliche Debatte über die Finanzierung des Instituts durch den Facebook-Mutterkonzern Meta besteht seit 2019. Kritiker wie der Maschinenethiker Oliver Bendel mahnten wiederholt Interessenkonflikte an und kritisierten insbesondere Lütges Aussagen zur Abschaffung von Faktenchecks bei Facebook Anfang 2025 als Provokation und verkürzte Darstellung der komplexen Problematik. Die öffentliche Diskussion führte zu erneuter Kritik an Lütges Rolle als Ethikprofessor.

## Schriften
- Business Ethics: An Economically Informed Perspective, Oxford University Press, Oxford 2021 (mit Matthias Uhl), ISBN 978-0-19-886477-6.
- Ethik in KI und Robotik. Hanser, München 2019 (mit Christoph Bartneck, Alan Wagner, Sean Welsh), ISBN 978-3-446-46227-4.
- The Ethics of Competition: How a Competitive Society is Good for All. Elgar, Cheltenham 2019, ISBN 978-1-78897-298-7.
- Wirtschaftsethik. Vahlen, München 2018 (mit Matthias Uhl), ISBN 978-3-8006-5244-0.
- Order Ethics or Moral Surplus: What Holds a Society Together?. Lexington, Lanham, Md. 2015, ISBN 978-0-7391-9867-4.
- Ethik des Wettbewerbs. Über Konkurrenz und Moral. Beck, München 2014, ISBN 978-3-406-66964-4.
- Experimental Ethics: Toward an Empirical Moral Philosophy. Basingstoke: Palgrave Macmillan 2014 (Hrsg., mit Hannes Rusch und Matthias Uhl), ISBN 978-1-137-40979-9.
- Handbook of the Philosophical Foundations of Business Ethics. Springer, Heidelberg/New York 2013 (Hrsg.), ISBN 978-94-007-1495-3.
- Wirtschaftsethik ohne Illusionen. Ordnungstheoretische Reflexionen. Mohr Siebeck, Tübingen 2012, ISBN 978-3-16-151782-2.
- Entscheidung und Urteil. Vandenhoeck und Ruprecht, Göttingen 2009 (mit Helmut Jungermann), ISBN 978-3-525-40419-5.
- Corporate Citizenship, Contractarianism and Ethical Theory: On Philosophical Foundations of Business Ethics. Ashgate, Aldershot/London 2008 (hrsg. mit Jesus Conill und Tatjana Schönwälder-Kuntze), ISBN 978-0-7546-7383-5.
- Was hält eine Gesellschaft zusammen? Ethik im Zeitalter der Globalisierung. Mohr Siebeck, Tübingen 2007, ISBN 978-3-16-149408-6.
- Einführung in die Wirtschaftsethik. Erstauflage 2004. 3., überarb. Aufl., LIT, Münster 2013 (mit Karl Homann), ISBN 978-3-8258-7758-3.
- Ökonomische Wissenschaftstheorie. Königshausen und Neumann, Würzburg 2001, ISBN 978-3-8260-2017-9.